# Newkirk
Pour les articles homonymes, voir Newkirk (homonymie).
La ville de Newkirk est le siège du comté de Kay, dans l’État d’Oklahoma, aux États-Unis. Sa population s’élevait à 2 317 habitants lors du recensement de 2010, estimée à 2 253 habitants en 2015.

## Source
- (en) Cet article est partiellement ou en totalité issu de l’article de Wikipédia en anglais intitulé « Newkirk, Oklahoma » (voir la liste des auteurs).